# Великий Бор (Архангельська область)
Великий Бор (рос. Большой Бор) — присілок в Онезькому районі Архангельської області Російської Федерації.
Населення становить 299 осіб. Входить до складу муніципального утворення Чекуєвське поселення.

## Історія
Від 2004 року входить до складу муніципального утворення Чекуєвське поселення.

## Населення
| 2002 | 2010 | 2012 |
| ---- | ---- | ---- |
| 326  | ↘306 | ↘299 |